# Juro Mětšk
Juro Mětšk (* 1. Mai 1954 in Bautzen; † 20. Januar 2022 in Herrnhut) war ein deutscher Musiker. Er galt als bekannter zeitgenössischer sorbischer Komponist.

## Leben
Der Sohn des sorbischen Schriftstellers und Publizisten Frido Mětšk und der Lehrerin und Journalistin Ludmila Mětškowa (1923–1999), Tochter des Schriftstellers Arnošt Holan (1882–1948), studierte bis 1976 an der Hochschule für Musik Hanns Eisler Berlin und war von 1976 bis 1980 Lehrer an der Musikschule Flöha. 1980 bis 1983 absolvierte er ein Meisterstudium an der Akademie der Künste der DDR bei Reiner Bredemeyer. Im Jahr 1985 erhielt er den Nachwuchsförderpreis Hans Stieber im Rahmen der Hallischen Musiktage. Von 1983 bis 1986 wirkte er als Musikdramaturg am Deutsch-Sorbischen Volkstheater in Bautzen und lebte seit 1986 dort als freischaffender Komponist.
Sein Werk syndrom wurde 1989 beim Wettbewerb „Forum junger Komponisten“ des Westdeutschen Rundfunks mit einem Preis ausgezeichnet. Für sein kompositorisches Schaffen und seine wissenschaftlichen Beiträge zur sorbischen Musik erhielt er 2017 den Ćišinski-Preis.
Mětšk starb im Januar 2022 nach schwerer Krankheit im Alter von 67 Jahren in einem Herrnhuter Hospiz.

## Werke (Auswahl)
- Canti per Cello e Piano, 1973, rev. 1982
- Accents antiques für Streichquartett, 1975
- Psychogramme für großes Orchester, 1976
- Musica da camera für Flöte, Oboe, Fagott und Zuspielband, 1978/79
- …torso…alla…rondo…alla…torso…, Trio für Viola, Kontrabass und Klavier, 1980/81
- Sestetto für Flöte, Fagott, Horn, Schlagzeug, Violine und Viola, 1981/82
- mit groteskem riesenbogen … (trüb ein pizzicato) für Viola sola, 1984
- Syndrom für Kammerensemble, 1985/87
- Kontraktion, Kontra-aktionen für Kammerensemble, 1987/88
- Retour für großes Orchester, 2003